# Schultesiophytum chorianthum
Schultesiophytum es un género monotípico  de plantas con flores perteneciente a la familia Cyclanthaceae. Su única especie: Schultesiophytum chorianthum es originaria de Sudamérica donde se encuentra en Perú, Ecuador y Colombia.

## Taxonomía
Schultesiophytum chorianthum fue descrita por Gunnar Wilhelm Harling  y publicado en Acta Horti Bergiani 18(1): 261–262, f. 4f, 69, pl. 54. 1958.